# Ctenus renivulvatus
Ctenus renivulvatus este o specie de păianjeni din genul Ctenus, familia Ctenidae, descrisă de Strand, 1906.
Este endemică în Ghana. Conform Catalogue of Life specia Ctenus renivulvatus nu are subspecii cunoscute.